# Cihan Yasarlar
Cihan Yasarlar (* 17. Januar 1993 in Berlin) ist ein deutsch-türkischer E-Sportler, der in diesem Bereich unter seinem Vornamen Cihan antritt. Er gehört dem E-Sport-Team von Hertha BSC an.

## Karriere
Cihan Yasarlar wurde in Berlin-Neukölln geboren und war 2017 Auszubildender im Einzelhandel. Für den E-Sport entdeckt wurde er von SK Gaming 2015 auf der Internationalen Funkausstellung, wo er lediglich „zum Spaß ein bisschen spielte“. Seit der Gründung der E-Sport-Abteilung des FC Schalke 04 im Mai 2016 gehörte er als Profi dem FIFA-Team des Gelsenkirchener Vereins an. Sein Coach war Joshua Begehr, ehemaliger Welt- und Europameister.
Im Februar 2017 gewann er die FIFA Interactive World Cup Regional Finals, im April 2017 die Virtual Bundesliga und im Mai 2017 die ESL Frühlingsmeisterschaft.
Im August 2017 gab der FC Schalke 04 bekannt, dass der Vertrag mit Cihan nicht verlängert wird. Daraufhin wurde er als Neuzugang der neu gegründeten E-Sports-Abteilung von RB Leipzig vorgestellt. Nachdem er im April 2018 zum zweiten Mal die ESL Frühlingsmeisterschaft gewinnen konnte, wurde sein Vertrag um ein Jahr bis Ende 2019 verlängert.
Nach Ablauf seines Vertrags bei RB Leipzig unterschrieb er im September 2020 einen Vertrag beim E-Sport-Team des VfL Bochum. Im September 2021 wechselte er zum E-Sport-Team von Hertha BSC.

## Erfolge
- FIFA Interactive World Cup Regional Finals (1): 2017
- Virtual Bundesliga (1): 2016/17
- ESL Meisterschaft (2): Frühling 2017, Frühling 2018